# استفان امرلینگ
استفان امرلینگ (انگلیسی: Stefan Emmerling؛ زادهٔ ۱۰ فوریهٔ ۱۹۶۶) بازیکن فوتبال اهل آلمان است.
از باشگاه‌هایی که در آن بازی کرده‌است می‌توان به باشگاه فوتبال اس‌وی زاندهاوزن، باشگاه فوتبال هانوفر ۹۶، باشگاه فوتبال کایزرسلاوترن، باشگاه فوتبال فورتونا دوسلدورف، و باشگاه فوتبال دویسبورگ اشاره کرد.